# Capestrano
Capestrano község (comune) Olaszország Abruzzo régiójában, L’Aquila megyében.

## Fekvése
Egy, a Tirino folyó völgyére néző domb tetején épült fel, a megye északkeleti részén. Határai: Brittoli, Bussi sul Tirino, Carapelle Calvisio, Castelvecchio Calvisio, Collepietro, Corvara, Navelli, Ofena, Pescosansonesco és Villa Santa Lucia degli Abruzzi.

## Története
Első írásos említése a 9. századból származik, amikor területén felépült a San Pietro ad Oratorium-apátság. A középkor során az Acquaviva nápolyi nemesi család birtoka volt, majd az Anjou királyoké lett. 1386-ban itt született Kapisztrán Szent János. Önállóságát 1806-ban nyerte el, amikor a Nápolyi Királyságban felszámolták a feudalizmust.

## Népessége
A népesség számának alakulása:

## Főbb látnivalói
- San Pietro ad Oratorium-apátság
- Castello Piccolomini
- San Giovanni-kolostor

## Neves szülöttei
- Kapisztrán "Szent" János inkvizítor, vándorprédikátor